# William Lyon Mackenzie King
William Lyon Mackenzie King (17 tháng 12 năm 1874 - ngày 22 tháng 7 năm 1950), cũng thường được gọi là Mackenzie King, là nhà lãnh đạo chính trị có ảnh hưởng lớn của Canada từ thập niên 1920 đến thập niên 1940. Ông là thủ tướng thứ mười của Canada từ ngày 29 tháng 12 năm 1921 đến ngày 28 tháng 6 năm 1926; từ ngày 25 tháng 9 năm 1926 đến ngày 07 tháng 8 năm 1930; và từ 23 tháng 10 năm 1935 đến tháng 15, năm 1948. Ông được biết đến vì khả năng lãnh đạo Canada trong Chiến tranh thế giới thứ hai (1939–1945); trong cuộc chiến này ông đã huy động hiệu quả nguồn tài lực, vật lực và quân tình nguyện Canada để chi viện cho Anh, đồng thời đẩy mạnh kinh tế. Là một đảng viên đảng Tự do với 22 năm trong cương vị thủ tướng, ông là vị thủ tướng phục vụ lâu nhất trong lịch sử Canada. Được đào tạo về pháp luật và công tác xã hội, ông đã rất quan tâm đến tình trạng con người (lúc còn là một cậu bé, phương châm của ông là "giúp những người không thể tự giúp mình"), và đóng một vai trò quan trọng trong việc đặt nền móng của nhà nước phúc lợi của Canada.